# Estola hirsuta
Estola hirsuta är en skalbaggsart som först beskrevs av Degeer 1775.  Estola hirsuta ingår i släktet Estola och familjen långhorningar.
Artens utbredningsområde är:
- Guyana.
- Surinam.

Inga underarter finns listade i Catalogue of Life.